# Asadipus humptydoo
Asadipus humptydoo là một loài nhện trong họ Lamponidae. Loài này được phát hiện ở Noordelijk Territorium.